# 16e cérémonie des Las Vegas Film Critics Society Awards
La 16e cérémonie des Las Vegas Film Critics Society Awards (LVFCS Awards), décernés par la Las Vegas Film Critics Society, a eu lieu le 13 décembre 2012, et a récompensé les films réalisés dans l'année,.

## Top 10 des films de l'année
1. L'Odyssée de Pi (Life Of Pi)
2. Zero Dark Thirty
3. Argo
4. Happiness Therapy (Silver Linings Playbook)
5. Lincoln
6. Moonrise Kingdom
7. The Impossible (Lo impossible)
8. Les Misérables
9. Les Bêtes du sud sauvage (Beasts of the Southern Wild)
10. The Master

## Palmarès

### Meilleur film
- L'Odyssée de Pi (Life Of Pi)

### Meilleur réalisateur
- Ang Lee pour L'Odyssée de Pi (Life Of Pi)

### Meilleur acteur
- Daniel Day-Lewis pour le rôle d'Abraham Lincoln dans Lincoln

### Meilleure actrice
- Jennifer Lawrence pour le rôle de Tiffany dans Happiness Therapy (Silver Linings Playbook)

### Meilleur acteur dans un second rôle
- Tommy Lee Jones pour le rôle de Thaddeus Stevens dans Lincoln

### Meilleure actrice dans un second rôle
- Anne Hathaway pour le rôle de Fantine dans Les Misérables

### Meilleur scénario
- Looper – Rian Johnson

### Meilleure direction artistique
- Prometheus – Alex Cameron

### Meilleurs costumes
- Anna Karénine (Anna Karenina) – Jacqueline Durran

### Meilleure photographie
- L'Odyssée de Pi (Life Of Pi) – Claudio Miranda

### Meilleur montage
- Zero Dark Thirty – William Goldenberg et Dylan Tichenor

### Meilleurs effets visuels
- L'Odyssée de Pi (Life Of Pi)

### Meilleure chanson
- Skyfall – "Skyfall" interprétée par Adele

### Meilleure musique de film
- L'Odyssée de Pi (Life Of Pi) – Mychael Danna

### Meilleur film en langue étrangère
- Amour •  Autriche /  France

### Meilleur film d'animation
- L'Étrange Pouvoir de Norman (ParaNorman)

### Meilleur film documentaire
- Bully

### Meilleur enfant dans un film
- Suraj Sharma – L'Odyssée de Pi (Life Of Pi)

### Breakout Filmmaker Award
- Benh Zeitlin – Les Bêtes du sud sauvage (Beasts of the Southern Wild)

### Lifetime Achievement Award
- Alan Arkin